# 子带之乱
子帶之亂是发生在周朝的战争。
周惠王二十五年（前653年），惠王之妻所生之子王子帶（襄王異母弟）引犬戎之兵圍攻襄王，襄王不敵，投奔至郑国，魯僖公二十五年（前635年），晉文公與秦穆公共同出兵殺死了王子帶，迎周襄王重新登位，平定了子帶之亂。